# Swahilispurv
Swahilispurv (latin: Passer suahelicus) er en fugleart, der lever i sydlige Kenya og Tanzania.